# Port Reading
Port Reading és una concentració de població designada pel cens dels Estats Units a l'estat de Nova Jersey. Segons el cens del 2000 tenia 3.829 habitants.

## Demografia
Segons el cens del 2000, Port Reading tenia 3.829 habitants, 1.337 habitatges, i 1.069 famílies. La densitat de població era de 663 habitants/km².
Dels 1.337 habitatges en un 33,3% hi vivien nens de menys de 18 anys, en un 61,2% hi vivien parelles casades, en un 13,2% dones solteres, i en un 20% no eren unitats familiars. En el 16,2% dels habitatges hi vivien persones soles el 7,3% de les quals corresponia a persones de 65 anys o més que vivien soles. El nombre mitjà de persones vivint en cada habitatge era de 2,86 i el nombre mitjà de persones que vivien en cada família era de 3,21.
Per edats la població es repartia de la següent manera: un 23,3% tenia menys de 18 anys, un 7,1% entre 18 i 24, un 29,8% entre 25 i 44, un 23,8% de 45 a 60 i un 16% 65 anys o més.
L'edat mediana era de 39 anys. Per cada 100 dones de 18 o més anys hi havia 93,4 homes.
La renda mediana per habitatge era de 58.945 $ i la renda mediana per família de 64.259 $. Els homes tenien una renda mediana de 50.142 $ mentre que les dones 30.283 $. La renda per capita de la població era de 23.978 $. Aproximadament l'1,7% de les famílies i el 3,2% de la població estaven per davall del llindar de pobresa.

## Poblacions més properes
El següent diagrama mostra les poblacions més properes.